# USS Newcomb (DD-586)
USS Newcomb (DD-586) là một tàu khu trục lớp Fletcher được Hải quân Hoa Kỳ chế tạo trong Chiến tranh Thế giới thứ hai. Nó là chiếc tàu chiến duy nhất của Hải quân Mỹ được đặt theo tên Thiếu tướng Hải quân Frank H. Newcomb (1846-1934), người tham gia cuộc Chiến tranh Tây Ban Nha-Hoa Kỳ. Nó hoạt động cho đến hết Thế Chiến II, được cho xuất biên chế năm 1945 và bị bán để tháo dỡ năm 1947. Newcomb được tặng thưởng tám Ngôi sao Chiến trận do thành tích phục vụ trong Thế Chiến II.

## Thiết kế và chế tạo
Newcomb được đặt lườn tại Xưởng hải quân Boston ở Boston, Massachusetts vào ngày 19 tháng 3 năm 1943. Nó được hạ thủy vào ngày 4 tháng 7 năm 1943; được đỡ đầu bởi bà C. C. Baughman; và nhập biên chế vào ngày 10 tháng 11 năm 1943 dưới quyền chỉ huy của Hạm trưởng, Trung tá Hải quân L. B. Cook.

## Lịch sử hoạt động
Newcomb tiến hành chạy thử máy tại khu vực Tây Ấn trong một tháng, rồi thực hiện chuyến đi đến quần đảo Marshall, đến nơi vào ngày 4 tháng 4 năm 1944. Trong hai tháng tiếp theo, nó tuần tra chống tàu ngầm ngoài khơi các đảo san hô Mili, Wotje và Jaluit. Sau đó nó tham gia cuộc đổ bộ lên Saipan trong vai trò soái hạm lực lượng hộ tống từ ngày 29 tháng 5 đến ngày 5 tháng 8, phục vụ trong vai trò bắn pháo hỗ trợ và tuần tra tại Saipan và Tinian. Vào ngày 22 tháng 6, đang khi bảo vệ cho các tàu vận chuyển, nó cùng tàu khu trục quét mìn Chandler (DMS-9) đánh chìm tàu ngầm Nhật Bản I-185; và đến ngày 4 tháng 7, hỏa lực hỗ trợ của nó đã giúp chặn đứng một cuộc phản công của quân Nhật về phía Bắc Garapan tại Saipan.
Hoạt động trong thành phần Đội hỗ trợ hỏa lực và bắn phá trong cuộc tấn công lên quần đảo Palau từ ngày 6 tháng 9 đến ngày 1 tháng 10, Newcomb đã thực hiện tổng cộng 23 lượt bắn phá bờ biển đồng thời hỗ trợ cho các Đội phá hoạt dưới nước và trinh sát kiểm soát bắn phá. Trong vai trò soái hạm Hải đội khu trục 56, nó tham gia cuộc đổ bộ lên Leyte từ ngày 12 tháng 10 đến ngày 4 tháng 12, làm nhiệm vụ hỗ trợ các đội phá hoạt dưới nước, bắn phá chuẩn bị, bắn pháo theo yêu cầu, bắn phá quấy rối và bắn pháo sáng ban đêm.
Hải đội của Newcomb đã thực hiện cuộc tấn công bằng ngư lôi trong Trận chiến eo biển Surigao vào đêm 25 tháng 10, trong khuôn khổ trận Hải chiến vịnh Leyte. Ít nhất một trong năm quả ngư lôi của nó đã đánh trúng thiết giáp hạm Yamashiro, soái hạm của Lực lượng phía Nam Nhật Bản vốn đã bị đánh chìm trong trận này. Bị đạn pháo đối phương vây quanh nhưng không bị hư hại, nó đã đi đến trợ giúp cho tàu khu trục Albert W. Grant (DD-649) bị bắn trúng, cứu chữa y tế và kéo con tàu hư hại ra khỏi khu vực chiến sự. Trong trận hải chiến cổ điển này, Newcomb và các tàu khu trục chị em đã góp phần vào thắng lợi lớn lao, đảm bảo thành công cho việc quay trở lại Philippines của tướng Douglas MacArthur, cũng như vô hiệu hóa mối đe dọa của Hải quân Nhật Bản trong thời gian còn lại của chiến tranh.
Thường xuyên chịu đựng các cuộc không kích của máy bay Nhật Bản, Newcomb đã bắn rơi nhiều chiếc và tiếp tục phục vụ tại khu vực Philippines. Đang khi hộ tống các tàu đổ bộ tại Ormoc, nó đối đầu với những khẩu đội pháo phòng thủ duyên hải đối phương vào ngày 9 tháng 12; bảo vệ một đoàn tàu vận tải chống trả không kích của đối phương tại Mindoro từ ngày 19 đến ngày 24 tháng 12; và đánh đuổi hai máy bay có thể là máy bay tấn công cảm tử Kamikaze trong cuộc đổ bộ lên vịnh Lingayen vào ngày 6 tháng 1 năm 1945. Nó bảo vệ cho các chiến dịch tại vịnh Lingayen cho đến ngày 24 tháng 1, rồi chuẩn bị cho vai trò bắn pháo hỗ trợ tại Iwo Jima từ ngày 10 tháng 2, khi nó bảo vệ cho hoạt động của các tàu quét mìn trong giai đoạn ba ngày trước ngày đổ bộ. Khi diễn ra cuộc đổ bộ chính, chiếc tàu khu trục đã bắn phá các vị trí pháo đối phương trên bờ, và hỗ trợ hỏa lực cho binh lính trên bờ sau khi đổ bộ. Nó cũng đụng độ với một tàu ngầm Nhật Bản vào ngày 25 tháng 2 mà không rõ kết quả.
Rời Iwo Jima vào ngày 10 tháng 3, Newcomb gia nhập lực lượng tấn công lên Okinawa 11 ngày sau đó, tiếp tục nhiệm vụ hỗ trợ hoạt động của các đội phá hoại dưới nước và của tàu quét mìn, cũng như tuần tra phòng không và bắn phá bờ biển cho đến ngày 6 tháng 4, khi nó hỗ trợ các hoạt động quét mìn ngoài khơi Ie Shima. Ít nhất 40 máy bay đối phương đã bị phát hiện tại khu vực trong ngày này, và lúc 16 giờ 00 các cuộc tấn công tự sát bắt đầu. Cho dù bị ngăn trở do tầng mây thấp, hỏa lực phòng không trên tàu đã đánh đuổi hay bắn rơi nhiều máy bay tấn công; tuy nhiên, trong vòng một giờ rưỡi, nó không ngăn được năm máy bay đối phương đâm trúng.

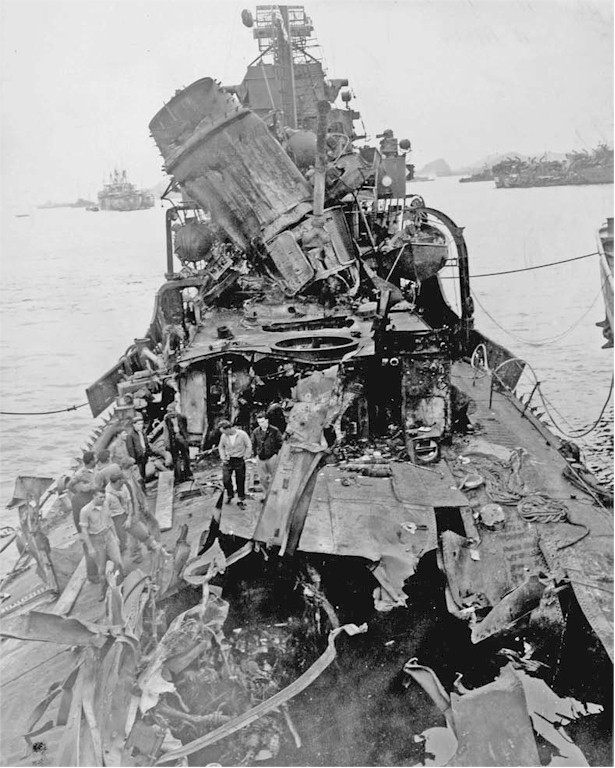
Newcomb hư hại do bị máy bay kamikaze đánh trúng

Thủy thủ đoàn con tàu đã nỗ lực hết sức để sửa chữa động cơ, dập tắt các đám cháy trong khi vẫn tiếp tục chiến đấu phòng không và cơ động để né trách các đợt tấn công khác. Nó được trợ giúp từ tàu khu trục chị em Leutze (DD-481), mà bản thân Leutze cũng bị đánh trúng khi một máy bay tự sát thứ năm sượt qua Newcomb trước khi đâm trúng đuôi Leutze, cũng như của Beale (DD-471). Tiếp tục nổi được cho dù bị cháy và mất điện toàn bộ, với 18 người thiệt mạng, 25 người mất tích và 64 người bị thương, Newcomb được chiếc tàu kéo Tekesta (ATF-93) kéo rút lui về Kerama Retto. Nó được chiếc tàu sửa chữa Vestal (AR-4) sửa chữa khẩn cấp trong hoàn cảnh liên tục bị đối phương không kích, và đến ngày 14 tháng 6, nó được kéo về ngang qua Saipan và Trân Châu Cảng, đi đến San Francisco vào ngày 8 tháng 8.
Chiến tranh kết thúc đã khiến cho việc sửa chữa Newcomb bị hủy bỏ. Nó xuất biên chế vào ngày 20 tháng 11 năm 1945; tên nó được rút khỏi danh sách Đăng bạ Hải quân vào ngày 28 tháng 3 năm 1946, và lườn tàu bị tháo dỡ tại Xưởng hải quân Mare Island vào tháng 10 năm 1947.

## Phần thưởng
Newcomb được tặng thưởng mười Ngôi sao Chiến trận do thành tích phục vụ trong Thế Chiến II.